# 元文宗
元文宗图帖睦尔（1304年2月16日—1332年9月2日），是元朝第八位皇帝，蒙古帝国第十一位大汗，两次在位，第一次在位时间为1328年10月16日—1329年4月3日；後復位，第二次在位时间为1329年9月8日—1332年9月2日，在位时间共4年，他是元武宗的次子。
1330年5月25日，群臣为图帖睦尔上汉语尊号钦天统圣至德诚功大文孝皇帝。
他去世后，谥号圣明元孝皇帝，庙号文宗，蒙古語称札牙篤皇帝。
他早年被流放至海南，是中国历史上唯一曾到过海南的皇帝。

## 生平
致和元年七月十日（1328年8月15日），元泰定帝在上都去世。八月，在大都（今北京）的燕帖木儿等大臣决定立元武宗的长子周王和世㻋为帝，但因为路远便先迎周王之弟怀王图帖睦尔（元文宗）。九月，在上都的倒剌沙等大臣以泰定帝所立的太子阿喇吉八为帝，是為天顺帝，并发兵攻打大都。
天曆元年九月十三日（1328年10月16日），图帖睦尔在知樞密院事燕帖木儿的拥立下于大都大明殿即位称帝，并在即位诏中改致和元年为天曆元年；同時以追究1323年其叔父之子元英宗在南坡之变遇害為由，指控泰定帝涉入其中並進佔皇位，未遵循其父晉王甘麻剌愿守藩服的誓言，由此號召討伐欲延續泰定帝的一派。在经过近一個月的战争之後，燕帖木儿于1328年11月14日击败了位于上都的天顺帝朝廷，天下安定。
元文宗採納了燕帖木儿的建议先行即位，穩定局勢之後按照原本的安排，立自己的兄長周王和世㻋为帝，是为元明宗。1329年2月27日，元明宗在漠北草原和宁之北即位，并派遣撒迪等人前往大都通知元文宗；但直到1329年4月3日，在大都的元文宗才派遣燕帖木儿和众多官员奉皇帝宝玺前往元明宗行在所，正式让出皇位。
燕铁木儿率百官将皇帝宝玺献给元明宗。元明宗正式立图帖睦尔为皇太子（實應為皇太弟）。元明宗抵达作為中都的王忽察都。皇太子图帖睦尔入见，两兄弟会面，元明宗宴请皇太子及诸王、大臣於行殿。不久後，元明宗暴卒，有一說燕帖木儿毒死元明宗 。
天曆二年八月十五日（1329年9月8日），在燕帖木儿等官员的拥戴下，元文宗于上都大安阁再次即位称帝，并发布第二次即位诏，同時強化其出身武宗一派的正統性，由於當時的年号是天曆，因此史称天曆之变。
元文宗第一次在位期间，於天历二年二月二十七日（1329年3月27日）設立了奎章閣學士院，掌進講經史之書，考察歷代治亂，又令所有勛貴大臣的子孫都要到奎章閣學習；奎章閣下設藝文監，專門負責將儒家典籍譯成蒙古文，以及校勘。同年下令編纂《經世大典》，兩年後修成，為元代一部重要的記述典章制度的巨著。元文宗第二次登基后亦大兴文治。
至顺元年五月八日（1330年5月25日），丞相燕帖木儿率文武百官及僧道、耆老，奉玉册、玉宝，为元文宗上尊号钦天统圣至德诚功大文孝皇帝。
元文宗在位期间，丞相燕帖木儿自恃有功，玩弄朝廷，元朝朝政更加腐败，国势更加衰落。文宗在位期间国内多次爆发民变，大动乱正在酝酿之中。
至顺三年八月十二日（1332年9月2日），元文宗在上都病逝，终年28岁。
因太子早逝，文宗以为遭到诅咒，于是传位于明宗之子，是为元宁宗。宁宗死后，宁宗兄继位是为元顺帝。
元统元年十一月二十一日（1333年12月28日），侄子元順帝为图帖睦尔上谥号圣明元孝皇帝、庙号文宗，蒙古语称札牙笃皇帝。
文宗頗具漢文化修養，喜愛作詩。《宋元詩會》記載：文宗怡情詞翰，雅喜登臨。居金陵潛邸時，常屏從官，獨造鍾山冶亭，吟賞竟日，惜現存詩作僅有數首而已。又精於書畫。《元史》記載，文宗的書法受趙孟頫影響而宗晉人，落筆過人，得唐太宗晉祠碑風，遂益超旨。文宗曾命近臣房大年畫《京都萬歲山圖》，房大年以為自己火候未到而請辭。文宗於是索紙運筆，先作一稿，大年驚服，謂格法周匝停勻，雖積學專工，莫能及也。文宗的書畫作品在今日極為罕見，僅有《相馬圖》一幅。

## 家庭
妻妾
- 卜答失里皇后，1332年元文宗去世后，在元宁宗在位期间和元順帝在位前期临朝称制，1340年元順帝亲政后，卜答失里皇后在1340年六月被元順帝流放致死。

儿子
- 长子：阿剌忒纳答剌，早逝，生母是卜答失里皇后
- 次子：古納答剌，後改名燕帖古思，1340年七月被元順帝流放致死，生母是卜答失里皇后
- 三子：太平讷，早逝，生母是卜答失里皇后

## 相關史料
- 《至正条格》，1346年元順帝颁布的元朝第三部法律，现存残本收录1260年—1344年元朝官方颁布的关于法律方面的圣旨条画、律令格例以及司法部门所判案例的汇编，史实多为《元史》所不载。
- 《元史·文宗本紀》 （页面存档备份，存于），明朝官修正史
- 《新元史·文宗本纪》 （页面存档备份，存于），民国官修正史
- 《续资治通鉴》 （页面存档备份，存于），清朝史学家毕沅撰写。
- 《元史类编》，清朝史学家邵远平撰写。
- 《元史新编》，清朝史学家魏源撰写。
- 《元书》，清朝史学家曾廉撰写。
- 《蒙兀儿史记》，清末民初史学家屠寄撰写。

## 評價
- 清朝史学家邵远平《元史类编》的評價是：“册曰：应变戡乱，莫匪尔劳；玺绶虽去，太阿已操；前车所鉴，烛影斧声；从来疑案，多在弟兄。”[8]

- 清朝史学家魏源《元史新编》的評價是：“元代诸帝不习汉文，凡有章奏，皆由翻译。其读汉书而不用翻译者，前惟太子真金，从王恽、王恂受学。后惟文宗潜邸，自通汉文而已。《书画谱》言，文宗在潜邸时，召画师房大年，俾图京师万岁山。大年以未至其地辞，文宗遂取笔布画位置，顷刻立就，命大年按稿图上。大年得稿敬藏之，意匠经营，虽积学专工，有所未及。始知文宗之多材多艺也。及践阼后，开奎章阁，招集儒臣，撰备《经世大典》数百卷，宏纲巨目，礼乐兵农，灿然开一代文明之治。即其声色俭澹，亦远胜武宗，此岂庸主所希及哉！使其迎立明宗之日，亦如仁宗之退处东宫，他日明宗复如武宗之传仁庙，则一代而胜事再见，虽殷人弟兄世及，何以过此！《易》曰：‘开国承家，小人勿用。’文宗之得大位也，以燕帖木儿；其得罪万世也，亦以燕帖木儿。语曰：‘治世之能臣，乱世之奸雄。’文宗之不陨于太平王手者，亦幸矣哉！”[9]（魏源说“元代诸帝不习汉文，凡有章奏，皆由翻译。”此事并不符合历史事实，这和他了解的相关书籍不多有关。事实上，真金太子和元文宗的汉文学修养的确很高，除此之外，还有很多位元朝帝王有很高的汉文学修养。根据史料， 元世祖、元成宗、元仁宗、元英宗、元文宗、元順帝、元昭宗，均有很高的汉文化修养，其中，元世祖、元文宗、元順帝、元昭宗这四位帝王有汉文诗传世[10][11]。元仁宗、元英宗、元憲宗和元文宗都受到过良好的汉学教育，都有很高的汉文学修养[12][13]。

- 清朝史学家曾廉《元书》的評價是：“论曰：元自文宗，始亲郊祀，礼彬彬焉。尊崇圣贤之典，至是益隆，而开奎章阁以致儒臣，考文章，论治道，勤于延访，可以为文矣。然几沉而气锐，抑亦吴闾庭之流也。其言泰定帝通贼臣，阴谋冒干宝位，呜呼！文宗将毋其自道之也！兴且晋邸，日有盟书，周王可必其终为泰伯乎？文宗之深心乃以让，济其忍，然后足固其威福也，岂不险哉！生则欺人，死而犹饰，故地碎其主，春秋震夷伯之庙，所谓有隐慝者乎？”[14]

- 清末民初史学家屠寄《蒙兀儿史记》的評價是：“汗旧劳于外，多艺好文。在建康潜邸时，忽忆京师万岁山，召画师房大年图之，大年以未至其地辞，汗自取笔，布画位置，顷刻立就，命大年按稿图上。大年得稿敬藏之，意匠经营，虽积学专工，有所未及。即位后首建奎章阁，御制记文，集儒臣阁中备顾问，敕编《经世大典》，保存一代制度。性爱典礼，欲革蒙兀腥膻本俗，则躬服衮冕，虔祀郊庙。又慎于用刑，行枢密院尝当云南逃军二人死罪，汗谓：‘临阵而逃，死宜也。彼非逃战，辄当以死，何视人命之易耶？’杖而流之。天历初抗命诸王大臣，临事故多诛杀，其它窜黜者，事后多蒙召还，或仍录用。至于严惩赃吏，尊信老成，节诸王驸马朝会刍粟赏赐之财，汰宿卫鹰坊饔人僧徒冗食之数。诸所设施，实一代恭俭守文之令主也。惟得国不正，隐亏天伦，且授权燕铁木儿太甚，未能大有为。”[15]

- 民国官修正史《新元史》柯劭忞的評價是：“燕铁木儿挟震主之威，专权用事。文宗垂拱于上，无所可否，日与文字之士从容翰墨而已。昔汉灵帝好词赋，召乐松等待诏鸿都门，蔡邕露章极谏，斥为俳优。况区区书画之玩乎？君子以是知元祚之哀也。”[16]

## 延伸閱讀
[在维基数据编辑]
 《元史/卷032》，出自宋濂《元史》
 《元史·卷033》，出自宋濂《元史》
 《元史·卷034》，出自宋濂《元史》
 《元史/卷035》，出自宋濂《元史》
 《元史/卷036》，出自宋濂《元史》
 《新元史/卷021》，出自柯劭忞《新元史》
 在维基共享资源阅览影像
- 石守謙：〈元文宗的宮廷藝術與北宋典範的再生 （页面存档备份，存于）〉.

| 元文宗 元朝蒙古帝国的分支出生于：1304年2月16日逝世於：1332年9月2日 | 元文宗 元朝蒙古帝国的分支出生于：1304年2月16日逝世於：1332年9月2日 | 元文宗 元朝蒙古帝国的分支出生于：1304年2月16日逝世於：1332年9月2日 |
| 統治者頭銜                                                         | 統治者頭銜                                                         | 統治者頭銜                                                         |
| ------------------------------------------------------------------ | ------------------------------------------------------------------ | ------------------------------------------------------------------ |
| 前任： 元天顺帝阿剌吉八汗 （堂弟）                                 | 大元皇帝 蒙古大汗 1328年—1329年                                    | 繼任： 元明宗忽都笃汗 （大哥）                                     |
| 前任： 元明宗忽都笃汗 （大哥）                                     | 大元皇帝 蒙古大汗 1329年—1332年                                    | 繼任： 元宁宗懿璘质班汗                                            |
| 王室頭銜                                                           |                                                                    |                                                                    |
| 空缺上一位持有相同頭銜者：怀王李洽                                 | 怀王 1324年—1328年                                                 | 继皇帝位                                                           |